# Nazionale di bob di San Marino
La nazionale di bob di San Marino è la selezione che rappresenta la Repubblica di San Marino nelle competizioni internazionali di bob.
La squadra ha preso parte ad una sola edizione dei giochi olimpici invernali, a Lillehammer 1994.

## Storia
La squadra nazionale di bob di San Marino venne fondata da quattro imprenditori edili residenti a Rochester Hills (Michigan) e con doppia cittadinanza sammarinese e statunitense, Jean Pierre Renzi, Mike Crocenzi e i fratelli Dino e Marcello Crescentini, che pur non avendo né l'attrezzatura né un allenatore, erano determinati a realizzare il loro "sogno olimpico".
I quattro membri della squadra, tre dei quali all'epoca avevano già superato i 40 anni d'età, iniziarono a praticare il bob nel 1991. Nel gennaio 1994 riuscirono a qualificarsi per le olimpiadi di Lillehammer, in maniera insolita: durante le prove a Lake Placid, dovettero affittare una guidoslitta dopo aver lasciato la loro in Europa. Dopo tre giorni di discese lente, scoprirono tre bulloni allentati su uno dei pattini e durante una prova il bob della squadra sanmarinese subì un grave incidente, tanto che i giudici di pista pensarono che Dino Crescentini fosse morto, dato che il suo casco era stato strappato via e si trovava in mezzo alla pista. Quando la slitta fu riparata, si classificarono al terzo posto in una gara e quarti in un'altra, ottenendo così i punti sufficienti per un posto alle olimpiadi.
La squadra di San Marino, composta dal portabandiera Dino Crescentini e Mike Crocenzi, oltre a Jean Pierre Renzi quale riserva, giunse al 41º posto tra le 43 squadre partecipanti alla gara del bob a due ai XVII Giochi olimpici invernali, davanti alla seconda squadra delle Isole Vergini americane, mentre la nazionale di bob della Giamaica non riuscì a portare a termine la prova.
Il bob a due di San Marino che partecipò Giochi invernali di Lillehammer 1994 è oggi esposto nel Museo dello sport e dell'olimpismo situato all'interno dello Stadio olimpico di Serravalle.

## Partecipazione ai giochi olimpici invernali

### Bob a due maschile
| anno | città       | classifica | composizione                    |
| ---- | ----------- | ---------- | ------------------------------- |
| 1994 | Lillehammer | 41°        | Dino Crescentini, Mike Crocenzi |